# 百瀬竜徳
百瀬 竜徳（ももせ たつのり、1979年7月18日 - ）は、日本の男性空手家、キックボクサー。神奈川県出身。身長187cm、体重94kg。伊藤隆が会長を務めるキックボクシングジム「TARGET」に所属。

## 来歴
高校卒業後働いていたが、K-1への夢をあきらめきれず1999年に地元の空手道場・至誠館へ通い始める。
2000年5月5日、第11回全日本新空手道選手権大会・重量級に出場。2回戦で小野寺茂雄と対戦し、延長の末判定負け。
2000年9月3日、モンスターチャレンジ2000重量級に出場。準決勝で藤本祐介に左ミドルキックでKO負け。
2001年5月5日、第12回全日本新空手道選手権大会・重量級に出場。決勝でアレックス・ロバーツと対戦し、延長の末判定で勝利。K-1 JAPAN GP 開幕戦への出場権を得た。
2001年6月24日、K-1 SURVIVAL 2001 〜JAPAN GP 開幕戦〜にてグレート草津と対戦し、判定負け。
2002年1月11日、「一撃」でマウリシオ・ダ・シルバと対戦し、KO負け。
2002年5月3日、第13回全日本新空手道選手権大会重量級に出場し、3位となった。
2003年12月23日、R.I.S.E.のヘビー級トーナメントに出場。決勝で青柳雅英に判定負けし、準優勝。
2004年1月24日、「FUTURE FIGHTER IKUSA 5 〜乱〜 MONKEYMAGIC」でノブ・ハヤシとエキシビションマッチで対戦。
2004年12月19日、R.I.S.E. DEAD or ALIVE Tournament '04で青柳雅英と対戦予定であったが、青柳の左肋骨骨折により欠場となった。
2005年6月19日、R.I.S.E. G-BAZOOKA TOURNAMENT '05に出場。決勝でマグナム酒井（士道館）にKO勝ちして優勝を果たした。
2005年12月18日、R.I.S.E. DEAD OR ALIVE TOURNAMENT '05のスペシャルワンマッチに出場し、中迫強と対戦し0-1の判定ドロー。
2006年7月30日、R.I.S.E.で澤屋敷純一と対戦し、右アッパーでKO負け。
2007年2月25日、K-1 JAPAN TRYOUTに参加。128名の応募者の中から合格（合格者は9名）。5月4日から6日にかけて行われた最終合宿でも生き残り、アーネスト・ホースト率いる「チーム・ホースト」所属となった。
2007年8月16日、K-1 TRYOUT 2007 SURVIVALで本戦出場権を賭けたK-1 YOUNG JAPAN GPトーナメントに出場。1回戦で前田慶次郎と対戦し判定負けに終わる。
2009年1月31日、R.I.S.E. 52で元Jリーグ名古屋グランパス・ユースチーム所属の日系ブラジル人ホネル・マツダと対戦予定であったが、自身のインフルエンザにより前日になってドクターストップとなり欠場した。
2009年6月21日、M-1ヘビー級王座挑戦決定戦で悠羽輝と対戦し、判定負け。
2010年4月に現役引退を発表。5月16日、RISE 65で同門のファビアーノ・サイクロンとの引退エキシビションマッチを行った。

## 戦績

### プロ
| キックボクシング 戦績 | キックボクシング 戦績 | キックボクシング 戦績 | キックボクシング 戦績 | キックボクシング 戦績 | キックボクシング 戦績 | キックボクシング 戦績 |
| --------------------- | --------------------- | --------------------- | --------------------- | --------------------- | --------------------- | --------------------- |
| 22 試合               | (T)KO                 | 判定                  | その他                | 引き分け              | 無効試合              |                       |
| 9 勝                  | 4                     | 5                     | 0                     | 2                     | 0                     |                       |
| 11 敗                 | 4                     | 7                     | 0                     | 2                     | 0                     |                       |

| 勝敗 | 対戦相手                             | 試合結果                                  | 大会名                                                                                          | 開催年月日     |
| ×    | 悠羽輝                               | 3R終了 判定0-3                            | M-1 FAIRTEX SINGHA BEER ムエタイチャレンジ 2009 Yod Nak Suu vol.2 【M-1ヘビー級王座挑戦決定戦】 | 2009年6月21日  |
| ×    | HIROYA                               | 3R終了 判定0-2                            | TENKAICHI fight【キックルール】                                                                 | 2008年12月21日 |
| ○    | 内田洋一                             | 3R終了 判定3-0                            | R.I.S.E. 49 〜RISING ROOKIES CUP〜                                                              | 2008年8月30日  |
| ×    | 森口竜                               | 3R+延長R終了 判定1-2                      | R.I.S.E. -γ- "R.O.C" 【ヘビー級タイトルセレクションマッチ】                                     | 2008年2月22日  |
| ×    | 前田慶次郎                           | 3R終了 判定0-3                            | K-1 TRYOUT 2007 SURVIVAL 【K-1 YOUNG JAPAN GP 1回戦】                                           | 2007年8月16日  |
| ×    | アレックス・ロバーツ                 | 1R 2:10 KO（右ハイキック）                | R.I.S.E. FIREBALL 1                                                                             | 2007年4月12日  |
| ×    | 澤屋敷純一                           | 2R 2:46 KO（右アッパー）                  | R.I.S.E. XXVIII                                                                                 | 2006年7月30日  |
| ×    | 青柳雅英                             | 3R終了 判定0-3                            | R.I.S.E. G-BAZOOKA TOURNAMENT '06【1回戦】                                                      | 2006年3月26日  |
| △    | 中迫強                               | 3R終了 判定0-1                            | R.I.S.E. DEAD or ALIVE Tournament '05 【スペシャルワンマッチ】                                  | 2005年12月18日 |
| ○    | マグナム酒井                         | 1R 2:45 KO（右ハイキック）                | R.I.S.E. G-BAZOOKA TOURNAMENT '05 【決勝】                                                      | 2005年6月19日  |
| ○    | 神谷友和                             | 3R終了 判定3-0                            | R.I.S.E. G-BAZOOKA TOURNAMENT '05 【準決勝】                                                    | 2005年6月19日  |
| ○    | 伊賀弘治                             | 2R途中 負傷判定2-0                        | R.I.S.E. G-BAZOOKA TOURNAMENT '05 【1回戦】                                                     | 2005年6月19日  |
| ○    | 長谷川康也                           | 3R終了 判定3-0                            | J-NETWORK「GO! GO! J-NET '05 〜volcano〜」                                                      | 2005年1月21日  |
| △    | アレキサンダー・ロバーツ             | 3R終了 判定0-1                            | R.I.S.E. The Law of The Ring（リングの掟）〜日本 vs 世界〜                                      | 2004年7月4日   |
| ×    | 伊藤学                               | 2R 2:45 KO（右フック）                    | R.I.S.E. VI                                                                                     | 2004年2月11日  |
| ×    | 青柳雅英                             | 3R終了 判定0-3                            | R.I.S.E. Dead or Alive Tournament 【ヘビー級トーナメント 決勝】                                 | 2003年12月23日 |
| ○    | ジョセフ・"アイアン・ブル"・コーマン | 2R 1:09 KO（ローキック）                  | R.I.S.E. Dead or Alive Tournament 【ヘビー級トーナメント 1回戦】                                | 2003年12月23日 |
| ○    | 吉川富美男                           | 3R+延長R終了 判定2-0                      | FUTURE FIGHTER IKUSA 3 -特攻- BROKEN ARROW                                                      | 2003年6月8日   |
| ○    | 池田亮                               | 3R 1:17 KO（3ノックダウン：右ローキック） | R.I.S.E. second                                                                                 | 2003年4月27日  |
| ○    | 岡本REY                              | 1R 1:03 KO（ローキック）                  | R.I.S.E.                                                                                        | 2003年2月23日  |
| ×    | マウリシオ・ダ・シルバ               | 1R 0:59 KO                                | 一撃                                                                                            | 2002年1月11日  |
| ×    | グレート草津                         | 3R終了 判定0-2                            | K-1 SURVIVAL2001 〜K-1JAPAN GP 開幕戦〜 【K-1 JAPAN グランプリ 1回戦】                          | 2001年6月24日  |

### アマチュア
| 勝敗 | 対戦相手 | 試合結果             | 大会名                                                                                   | 開催年月日   |
| ×    | 藤本祐介 | KO（左ミドルキック） | モンスターチャレンジ2000 ジャパンオープン 〜K-1への道〜 【K-2トーナメント重量級 準決勝】 | 2000年9月3日 |